# Lucebert
Lucebert, pseudônimo de Lubertus Jakobus Swaanswijk (Amsterdã, 15 de setembro de 1924 – Alkmaar, 10 de maio de 1994) foi um poeta e artista plástico holandês considerado o principal poeta do grupo COBRA e um dos poetas holandeses modernos de mais difícil leitura.
Ele nasceu em Amsterdam em 1924. Ele entrou no Instituto de Artes e Ofícios em 1938 e participou na primeira exposição do grupo COBRA no Stedelijk Museum, Amsterdam em 1949.

## Biografia
O talento de Lucebert foi descoberto quando ele começou a trabalhar para seu pai depois da escola. Após meio ano de escola de artes, optou por ficar sem-teto entre 1938 e 1947. Em 1947, um convento franciscano ofereceu-lhe um teto sobre sua cabeça, em troca de um enorme mural. Como as freiras não podiam apreciar seu trabalho, eles o pintaram inteiramente com tinta branca.
Ele pertencia ao movimento literário holandês De Vijftigers, que foi muito influenciado pelo movimento europeu de vanguarda COBRA. Os primeiros trabalhos de Lucebert mostram especialmente essa influência, e sua arte em geral reflete uma visão bastante pessimista da vida.
Sua forte personalidade atraiu muitos. Como poeta, ele lançou as bases para a inovação revolucionária na poesia holandesa.
A maioria de seus poemas foram coletados em Gedichten 1948-1965. Após esse período de composição poética, atua principalmente nas artes visuais conhecidas como figurativo - expressionista a partir dos anos 1960. Seu trabalho está sendo traduzido para o inglês em obras coletadas. 
A frase de Lucebert "Alles van waarde is weerloos" ("Todas as coisas de valor são indefesas") em um prédio em Rotterdam.
Bem conhecida é sua linha " Alles van waarde is weerloos " do poema De zeer oude zingt ("O muito velho canta"). O adjetivo "weerloos" significa "indefeso", "incapaz de se defender", então o significado é "Todas as coisas de valor são indefesas". Essa linha foi colocada no topo do prédio de escritórios de uma seguradora em Rotterdam (perto da estação Blaak) em letras neon, incluindo seu nome, em algum momento da década de 1980 ou antes. Não foi o primeiro, mas é certamente o uso comercial mais proeminente da linha; hoje, mais três prédios da região o exibem em suas paredes. Da mesma forma, escrito na cidade '" Heel de wereld is mijn vaderland - Erasmus", "Todo o mundo é a minha pátria - Erasmus".
Lucebert morreu em 10 de maio de 1994 em Alkmaar, Holanda.
Lucebert também foi um notável ativista anti-apartheid.

## Obras publicadas

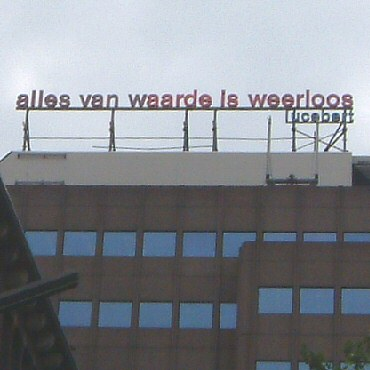
"Todas as coisas de valor são indefesas.", frase famosa de Lucebert, em uma construção na cidade de Rotterdam.

- 1951 - Triangel in de jungle / de dieren der democratie
- 1952 - Apocrief / de analphabetische naam
- 1952 - De amsterdamse school
- 1953 - Van de afgrond en de luchtmens
- 1955 - Alfabel
- 1957 - Amulet
- 1959 - Val voor vliegengod
- 1965 - Mooi uitzicht & andere kurioziteiten
- 1965 - Gedichten 1948-1965 (edição de Simon Vinkenoog)
- 1972 - En morgen de hele wereld
- 1974 - Verzamelde gedichten
- 1974 -  'Ongebundelde gedichten'
- 1981 - Oogsten in de dwaaltuin
- 1982 - De moerasruiter uit het paradijs
- 1989 - Troost de hysterische robot
- 1993 - Na de helft van het leven
- 1993 - Van de roerloze woelgeest
- 1994 - Van de maltentige losbol
- 2002 - Verzamelde gedichten
- 2009 - Er is alles in de wereld (seleção de Ilja Leonard Pfeijffer)